# Reforma
De Reforma (Spaans voor Hervorming) is de periode in de geschiedenis van Mexico tussen 1855 en 1876. Deze periode wordt gekenmerkt door liberale hervormingen en de omvorming van Mexico tot een moderne natiestaat.

## Verloop

### Revolutie van Ayutla
De Reforma begon met de Revolutie van Ayutla, die losbrak op 1 maart 1854, met het inwerkingtreden van het plan van Ayutla. Dit plan was opgesteld door Ignacio Comonfort, Florencio Villareal en Juan Álvarez, en behelsde het verdrijven van dictator Antonio López de Santa Anna, die in de voorafgaande decennia de sterke man was in de Mexicaanse politiek en de grondwet buiten werking had gesteld. Liberalen uit het hele land sloten zich bij Villareal en Álvarez aan, zodat Santa Anna in augustus 1855 definitief werd verdreven.
Álvarez werd tot nieuwe president benoemd, en gaf de opdracht tot het schrijven van een nieuwe grondwet. Deze grondwet werd in 1857 aangenomen door de nieuwe president Comonfort en voorzag in verregaande vrijheden. Katholieken waren echter faliekant tegen de nieuwe grondwet, daar het katholicisme niet langer meer de enig toegestande godsdienst was en het onderwijs seculariseerde. Al eerder was de Wet-Lerdo aangenomen waarbij kerkelijk grondbezit werd onteigend, en de Wet-Juárez, waarbij kerkelijke rechtbanken ondergeschikt werden gemaakt aan het burgerlijk recht. De nieuwe grondwet was de druppel die de emmer deed overlopen. In het hele land braken relletjes uit onder conservatieve katholieken, en de paus veroordeelde de Mexicaanse regering.

### Hervormingsoorlog

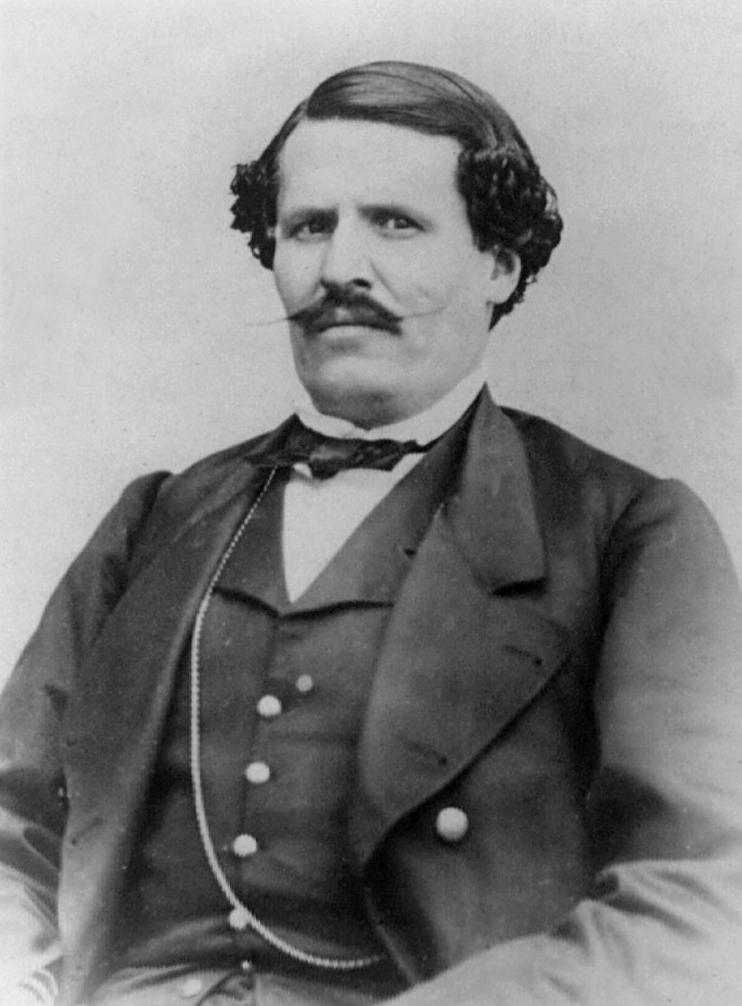
Jesús González Ortega

Bij de verkiezingen die werden uitgeschreven werden de liberalen weggevaagd, waardoor een politieke impasse ontstond. Deze mondde uit in de staatsgreep van Tacubaya in december 1857, waarbij de conservatieven de macht grepen. Tot veler verbazing schaarde Comonfort zich aan de zijde van de conservatieven. Prominente liberalen ontvluchtten Mexico-Stad en stichtten een tegenregering die geleid werd door Benito Juárez.
Hiermee begon de Hervormingsoorlog, ook wel bekend als de Driejarige Oorlog, die Mexico drie jaar lang zou verscheuren. De liberalen, die hun hoofdstad in Vera Cruz hadden gevestigd, waren lange tijd aan de verliezende hand. De liberalen wisten echter erkenning van de Verenigde Staten te krijgen, en krabbelden langzaam maar zeker terug. Juárez proclameerde in Vera Cruz de Hervormingswetten, waarbij onder andere volledige godsdienstvrijheid en scheiding tussen kerk en staat werd doorgevoerd In december 1860 diende de liberale generaal Jesús González Ortega de conservatieve leider Miguel Miramón de definitieve nederlaag toe in de Slag bij Calpulapan, waarna de liberalen Mexico-Stad wisten in te nemen.

### Franse Interventie

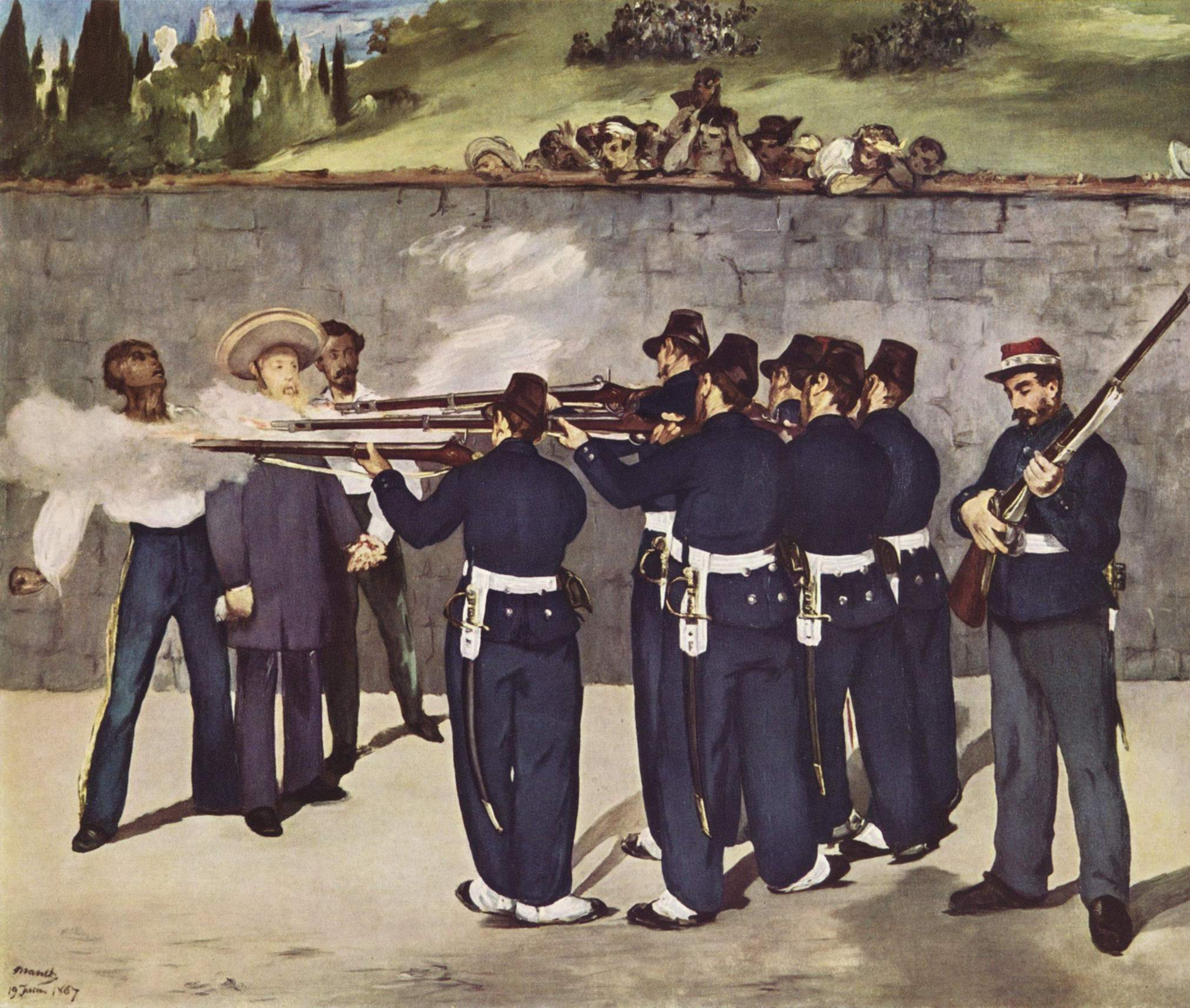
Keizer Maximiliaan van Mexico wordt gefusilleerd, schilderij door Édouard Manet

Omdat Mexico door de burgeroorlog diep in de schulden was terechtgekomen maakte Juárez een gedurfde beslissing: hij kondigde aan buitenlandse schulden niet langer meer af te betalen. Hierdoor sloten het Frankrijk, het Verenigd Koninkrijk en Spanje een verbond en vielen Mexico binnen. De laatste twee landen trokken zich echter terug toen de ware intenties van de Franse keizer Napoleon III duidelijk werden; deze wilde namelijk een marionettenkeizerrijk in Mexico vestigen. Hoewel de Mexicanen de Fransen aanvankelijk wisten te verslaan in de Slag bij Puebla op 5 mei 1862, wist het Franse leger in 1863 toch Mexico-Stad te bezetten, en week Juárez' regering uit naar het noorden.
Mexicaanse conservatieven hadden intussen de keizerskroon aangeboden aan Maximiliaan van Habsburg, die deze accepteerde. In 1864 werd hij in Mexico-Stad tot keizer gekroond en nam samen met zijn vrouw Charlotte van België zijn intrek in het paleis van Chapultepec. Maximiliaan poogde de partijen te verzoenen. Hij handhaafde de liberale wetgeving en bood Juárez een post in zijn kabinet aan. Deze weigerde echter en gaf Maximiliaan te kennen nooit een buitenlandse vorst te zullen accepteren. Deze ouvertures hadden tot gevolg dat Maximiliaan de conservatieve royalisten zich van zich vervreemde.
De Franse en keizerlijke troepen wisten Mexico nooit geheel onder zich te krijgen; zelfs in de veroverde gebieden boden republikeinse guerilleros voortdurend weerstand. Frankrijk begon het zinloze van dit avontuur in te zien, zeker aangezien Pruisen steeds oorlogszuchtiger begon te worden, en de Unie de Amerikaanse Burgeroorlog won, waardoor de Verenigde Staten zich nu weer konden richten op het handhaven van de Monroedoctrine. In 1866 werden de Franse troepen teruggtrokken. De keizerlijke troepen waren geen partij voor de republikeinen, en in 1867 werd Maximiliaan in Querétaro gevangengenomen en gefusilleerd.

### Herstelde republiek
Juárez werd tot president herkozen, zeer tegen het zere been van sommige medeliberalen. Hoewel Juárez tijdens de Franse interventie erg populair was geworden, vonden veel liberalen dat hij nu plaats moest maken voor iemand anders. Juárez zag zijn taak echter nog lang niet als voltooid, en beschouwde de Franse interventie veeleer als een hinderlijke onderbreking van zijn taak. Pas tijdens deze periode, die in Mexico bekendstaat als de Herstelde Republiek, konden de meeste Hervormingswetten, sommige al tien jaar oud, uitgevoerd worden.
In 1871 werd Juárez weer herkozen, en verschillende antireëlectionistische generaals, met name Porfirio Díaz, kwamen in opstand. Díaz, een van de succesvolste generaals tegen de Fransen, vond dat hij vanwege zijn militaire verdiensten president moest worden. Deze opstand werd onderdrukt. Een jaar later overleed Juárez, en werd opgevolgd door zijn minister van buitenlandse zaken Sebastián Lerdo de Tejada, waardoor de druk voor even van de ketel werd gehaald. Lerdo zette het hervormingswerk van Juárez voort. Onder zijn regering werd ook begonnen met de economische en technologische modernisering van het land; zo werd begonnen met het op grote schaal aanleggen van spoor- en telegraaflijnen.
In 1876 werd Lerdo voor de tweede keer tot president gekozen toen hij bij de verkiezingen Díaz versloeg. Deze zag Lerdo wegens zijn herverkiezing echter als een tiran, en publiceerde zijn Plan van Tuxtepec, waarbij hij opriep tot een opstand tegen Lerdo. Dit keer was hij wel succesvol, en Lerdo vluchtte naar de Verenigde Staten. Díaz werd de nieuwe president, en zou het land tot 1911 besturen, een periode die bekendstaat als het Porfiriaat.